# Saison 2008 des Dodgers de Los Angeles
La Saison 2008 des Dodgers de Los Angeles est la 126e saison en Ligue majeure pour cette franchise (118e en Ligue nationale). Elle fête le 50e anniversaire de son arrivée en Californie.

## Inter-saison
Les Dodgers restent sur trois saisons sans titre dans la Division Ouest et espèrent atteindre les séries éliminatoires sous la direction de Joe Torre, leur nouveau gérant qui vient de conclure 12 saisons avec les Yankees de New York.
Après la démission de Grady Little à la fin de la saison 2007, les Dodgers signent un contrat de 3 saisons pour environ 13 millions de dollars avec Joe Torre le 1er novembre. Torre part de New York avec deux de ses assistants : Don Mattingly (instructeur des frappeurs) et Larry Bowa (instructeur de troisième but).
Le 6 décembre, le club conclut un accord avec Andruw Jones (champ extérieur) devenu agent libre après une saison en demi-teinte avec les Braves d'Atlanta. Le 12 décembre, Jones signe officiellement un contrat de deux saisons pour 36,2 millions de dollars. Le même jour, Jeff Kent annonce qu'il revient pour une nouvelle saison après avoir hésité à prendre sa retraite sportive. Le 16 décembre, les Dodgers annoncent la signature d'Hiroki Kuroda, lanceur japonais de 32 ans, pour 3 saisons et 35,3 millions de dollars. Le 18 décembre, Gary Bennett est engagé comme receveur remplaçant pour suppléer Russell Martin au cours de la saison.

## La saison régulière
Le 22 janvier 2008, Mike Easler remplace Don Mattingly au poste d'instructeur des frappeurs, ce dernier souhaitant passer plus de temps avec sa famille.

### Classement
| Ligue nationale (Division Ouest) | V  | D  | %     | GB   |
| -------------------------------- | -- | -- | ----- | ---- |
| Dodgers de Los Angeles           | 84 | 78 | 0.519 | --   |
| Diamondbacks de l'Arizona        | 82 | 80 | 0.506 | 2.0  |
| Rockies du Colorado              | 74 | 88 | 0.457 | 10.0 |
| Giants de San Francisco          | 72 | 90 | 0.444 | 12.0 |
| Padres de San Diego              | 63 | 99 | 0.389 | 21.0 |

## Séries éliminatoires

### Série de division
| # | Date        | Adversaire | Score  | Vic.              | Déf.           | Sauv.       | Affluence | Bilan |
| - | ----------- | ---------- | ------ | ----------------- | -------------- | ----------- | --------- | ----- |
| 1 | 1er octobre | @ Cubs     | 7 - 2  | Lowe (1-0)        | Dempster (0-1) |             | 42 099    | 1-0   |
| 2 | 2 octobre   | @ Cubs     | 10 - 3 | Billingsley (1-0) | Zambrano (0-1) |             | 42 136    | 2-0   |
| 3 | 4 octobre   | Cubs       | 3 - 1  | Kuroda (1-0)      | Harden (0-1)   | Broxton (1) | 56 000    | 3-0   |

### Série de Ligue
| # | Date       | Adversaire | Score | Vic.         | Déf.              | Sauv.     | Affluence | Bilan |
| - | ---------- | ---------- | ----- | ------------ | ----------------- | --------- | --------- | ----- |
| 1 | 9 octobre  | @ Phillies | 3 - 2 | Hamels (1-0) | Lowe (0-1)        | Lidge (1) | 45 839    | 0-1   |
| 2 | 10 octobre | @ Phillies | 8 - 5 | Myers (1-0)  | Billingsley (0-1) | Lidge (2) | 45 883    | 0-2   |
| 3 | 12 octobre | Phillies   | 7 - 2 | Kuroda (1-0) | Moyer (0-1)       |           | 56 800    | 1-2   |
| 4 | 13 octobre | Phillies   | 7 - 5 | Madson (1-0) | Wade (0-1)        | Lidge (3) | 56 800    | 1-3   |
| 5 | 15 octobre | Phillies   | 5 - 1 | Hamels (2-0) | Billingsley (0-2) |           | 56 800    | 1-4   |

## Statistiques individuelles

### Batteurs
Note: J = Matches joués; V = Victoires; D = Défaites; AB = Passage au bâton; H = Hits; Avg. = Moyenne au bâton; HR = Coup de circuit; RBI = Point produit
| Joueur | J | AB | H | Avg. | HR | RBI |
| ------ | - | -- | - | ---- | -- | --- |

### Lanceurs partants
| Joueur | J | IP | V | D | ERA | SO |
| ------ | - | -- | - | - | --- | -- |

### Lanceurs de Relève
| Joueur | J | V | D | SV | ERA | SO |
| ------ | - | - | - | -- | --- | -- |